# 响水镇 (响水县)
响水镇，是中华人民共和国江苏省盐城市响水县下辖的一个乡镇级行政单位。位于县境西北部，灌河南岸。

## 行政区划
响水镇下辖以下地区：
东园社区、城东社区、城南社区、西园社区、南园社区、灌河社区、上兴村、苗寨村、潘庄村、小浦村和五河村。

## 历史
元代形成村落。清乾隆年间(1736～1795年)形成集镇，名吴集。嘉庆年间(1796～1820年)称响水口。咸丰六年(1856年)至同治三年(1864年)，太平军攻克南京、镇江、扬州等地，切断清政府水路，南北交通阻塞。上海、青岛、大连等地客商遂开通从海外沿灌河至响水口货运，响水成为商市。民国初年，响水商业日益兴起。沿河南岸“T”型古街，包括北湾口、回南街和德路桥两侧商号密集，百货纷呈，英、美、日、德、意、葡、荷7国商船，曾来往于响水港。1939年日军占领响水口。
20世纪50年代初，响水口市政设施建设开始恢复。但基础设施发展缓慢，全镇人口不足万人。1962年，经省人委批准，成立灌南县响水镇。同年新建小型电厂，供部分单位、居民照明用电。1966年成为县治后，城市开始发展。60年代中后期，先后兴建道路桥梁、电厂、麻纺织厂。70年代，兴建了一批工业、交通、邮电、市政建设项目。其中包括电信大楼、500吨级外贸码头、自来水厂等重要工程。80年代，县城建设步伐加快。东方红大街、西大街、幸福路、朝阳路等道路先后拓宽改造，铺设沥青混凝土路面。通榆路贯穿县城中心，东西两条横向平行街道(双园路、东方红大街)东西各500米，对称建成两条纵向平行街道(东园路、幸福路)，构成“井”字形街道格局，形成城镇中心。公共建筑上，先后兴建人民商场、农贸大楼、商业大厦、响水商场、邮电办公楼等工程。1987年，灌河大桥建成通车，县城建成区面积5平方千米，人口2.8万人。县机关主要分布在双园路两侧；工业区主要分布在通榆路、响灌路两侧；商业区集中在东方红大街。1992年，响水县城人口2.9万人，其中非农业人口为2.4万人；县城辖区面积为5.5平方千米，县城建设用地4.63平方千米。建成区范围大体西至黄响河，北至灌河，东至响坎河，南至五排河。